# リョマル
リョマル（りょまる、1月14日 - ）は日本の女性ソロシンガーソングライター。東京都出身。ex.CoverGirls、元りり、元 我らが地球ノ青い鳥。

## 来歴
- 2013年〜2018年、アイドルグループCoverGirlsの４期生として活動[S 1]、6th singleはメジャーリリースされた。[S 2]
  - 2015年〜2016年、派生ユニット金曜日の女王としても活動[S 3]、楽曲もsingleのc/wとしてリリースされた。[S 4]
  - 2016年〜2017年、派生ユニット猫fishとしても活動[S 5]、アコースティックバージョンの音源を会場限定販売。

- 2019年3月21日、ソロプロジェクトリョマルとしてライブ出演[S 6]、元EudyaliteのYasU・suzyと制作した楽曲を会場限定販売。この日限りのプロジェクトとなった。

- 2019年4月14日〜10月14日、アコースティックガールズユニットりりに新メンバーとして参加[S 7]、楽曲「シアワセ」を書き下ろす。[S 8]

- 2019年11月16日〜　フリーランスのソロシンガーソングライターリョマルとして活動。[S 9]
  - 2020年2月29日、栗原ひとみとくりまるとして生誕祭を主催。
  - 2020年9月2日よりライブ活動休止に入る。
  - 2020年10月25日、ドラマーむとこー主宰のレーベル カラクリコネクション[S 10]からデュエット及びソロ曲をリリース、和泉スズ「距離」で初の楽曲提供。
  - 2021年1月11日、スタジオからの有料配信にて生誕祭ライブ。サポートドラム：むとこー
  - 2021年3月27日、ボイスドラマ「誰もゴスペルを歌わない」最終話EDにコーラスとして参加。
  - 2021年4月25日、カラクリコネクションよりデュエット及びソロ曲をリリース、和泉スズ「あのね」を作曲。
  - 2021年5月5日、カラクリコネクションのYouTubeチャンネルにて和泉スズと雑談&配信ライブ、翌日よりライブ活動再開。
  - 2022年4月16日〜　シンガーソングライター "リョマル" と並行して 我らが地球ノ青い鳥 (通称：ワレトリ) メンバー "丸鈴" (まるい すず) としても活動 [S 11][S 12]。2022年11月28日のライブ出演をもってワレトリを卒業[S 13]。
  - 2023年1月14日、「焼肉とハイボール」「サイダー」サブスクリプション開始 [S 14]。
  - 2013年4月1日、初主催ライブ　グレープソーダ　下北沢Lagunaにて開催[S 15]。

## ディスコグラフィー

### 作詞作曲楽曲
- 2018年1月14日　あなたへ[C 3]

- 2019年3月21日　風[S 16]

- 2019年4月14日　努力は必ず報われる

- 2019年6月22日　シアワセ[C 4][S 17]

- 2019年12月29日　カフェオレ[S 18]

- 2020年2月17日　暦[S 19]

- 2020年3月12日　ショートカット

- 2020年9月1日　灰色[S 20]

- 2020年10月25日　距離[C 5]

- 2021年1月11日　焼肉とハイボール[S 21]

- 2021年4月25日　あのね[C 6]作詞は和泉スズ。

- 2021年5月26日　秘密

- 2022年4月16日　ビーハピ！！[C 7]作詞はI.Keyとの共作、作編曲はynz(Aleile)。

- 2022年7月28日　夕陽と影法師[C 8]作詞は栗原ひとみ。

- 2022年8月25日　モノクロ

- 2022年9月19日　サイダー

- 2022年12月6日　ココア

- 2023年2月5日「コーヒーブラックで」

- 2023年3月11日　ある日の私。ある日の誰か。

- 2023年3月25日　明日の景色は

- 2023年4月19日　いつか

- 2023年6月10日　透明なうた

- 2023年6月25日　太陽と青

- 2023年7月13日　生きてるだけでエラい！[C 9]

### リリース作品
- 2019年3月21日 リョマル「リョマル」[C 10][C 11]
  -     1. 風 (作詞作曲:リョマル)
    2. どうせいつか終わるんだから (作詞:リョマル、作曲:YasU)
    3. 星ノ彼方 (作詞作曲:YasU、Eudyaliteのカバー)
    4. eyudialite (作詞作曲:YasU、Eudyaliteのカバー)
    5. 夕焼け (作詞作曲:YasU、Eudyaliteのカバー)

- 2020年10月25日 和泉スズ&リョマル「Supplication」[C 12]
  -     1. Supplication (作詞:和泉スズ、作曲:むとこー)
    2. ひみつのでぃすたんす (作詞:和泉スズ、作曲:むとこー)
    3. 距離 (和泉スズ ソロ曲、作詞作曲:リョマル)
    4. カフェオレ (リョマル ソロ曲、作詞作曲:リョマル)

- 2020年12月3日 リョマル「暦」
  -     1. 暦 (作詞作曲:リョマル)
    2. 風 acoustic ver. (作詞作曲:リョマル)

- 2021年2月2日 リョマル「カフェオレ」
  -     1. カフェオレ (作詞作曲:リョマル)

- 2021年4月25日 和泉スズ&リョマル「ハイドアンドシーク」[C 12]
  -     1. ハイドアンドシーク (作詞:和泉スズ、作編曲:むとこー)
    2. るなななな (作詞作曲:むとこー)
    3. 距離 (リョマル ソロ曲、作詞作曲:リョマル 編曲:むとこー)
    4. あのね (和泉スズ ソロ曲、作詞:和泉スズ 作曲:リョマル 編曲:むとこー)

- 2022年10月25日 リョマル「焼肉とハイボール」
  -     1. 焼肉とハイボール (作詞作曲:リョマル)[S 22]

- 2022年11月30日 リョマル「サイダー」
  -     1. サイダー (作詞作曲:リョマル)

- 2023年2月14日 リョマル「ココア」
  -     1. ココア (作詞作曲:リョマル)

- 2023年4月1日 リョマル「「コーヒーブラックで」」
  -     1. 「コーヒーブラックで」 (作詞作曲:リョマル)

## ミュージックビデオ
- 2020年9月21日「暦」[S 19]
  - (Musicvideo director&producer:ワタナベタイシ)

- 2020年12月25日「カフェオレ」[S 18]
  - (Musicvideo director&producer:ワタナベタイシ)

### Lyric video
- 2022年10月11日「焼肉とハイボール(acoustic ver)」[S 22]